# Leonard J. Farwell

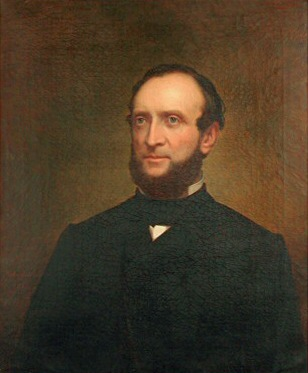
Leonard J. Farwell

Leonard James Farwell, född 5 januari 1819 i Watertown, New York, död 11 april 1889 i Grant City, Missouri, var en amerikansk politiker. Han var den andra guvernören i delstaten Wisconsin 1852-1854.
Farwell flyttade 1840 till Milwaukee i Wisconsinterritoriet. Han var medlem av whigpartiet och profilerade sig som slaverimotståndare. Som guvernör undertecknade han en lag 12 juli 1853 som avskaffade dödsstraffet i Wisconsin och ersatte straffet med livstids fängelse.
Under 1860-talet arbetade han för United States Patent Office i Washington, D.C. Han gick 14 april 1865 till Fordteatern för att se pjäsen Our American Cousin och fick bevittna mordet på Abraham Lincoln.